# Ukraina tả ngạn

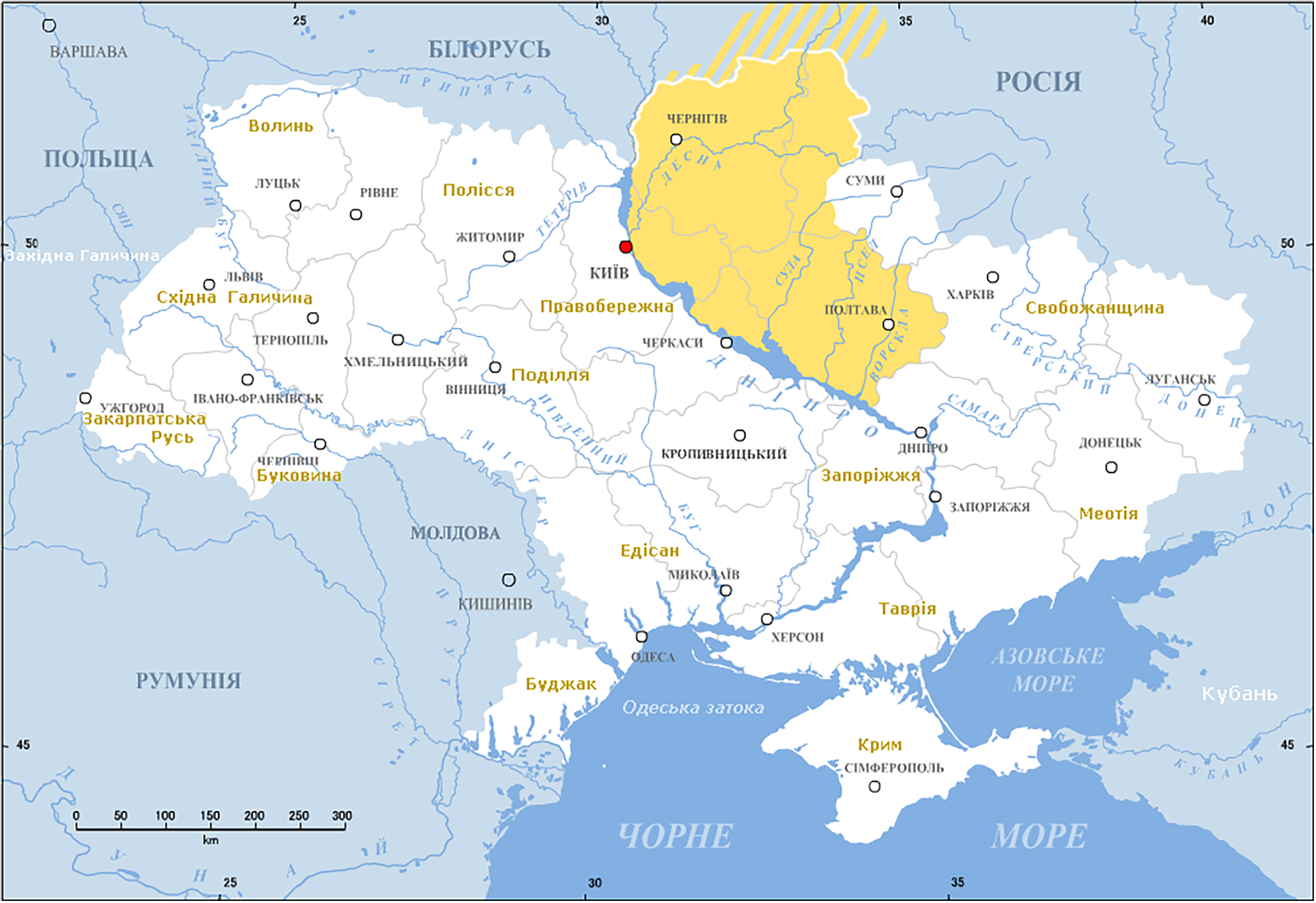
Ukraina tả ngạn

Ukraina tả ngạn (tiếng Ukraina: Лівобережна Україна, đã Latinh hoá: Livoberezhna Ukrayina; tiếng Nga: Левобережная Украина, đã Latinh hoá: Levoberezhnaya Ukraina) là tên gọi lịch sử của một phần Ukraina nằm bên bờ tả (đông) của sông Dnepr (Dnipro), gồm các tỉnh Chernihiv, Poltava và Sumy cũng như phần phía đông của các tỉnh Kyiv và Cherkasy.

## Lịch sử
Thuật ngữ này xuất hiện vào năm 1663 với việc bầu chọn Ivan Bryukhovetsky làm hetman của Ukraina đối lập với Pavlo Teteria. Bryukhovetsky là hetman "Ukraina tả ngạn" đầu tiên được biết đến trong khu vực nằm dưới ảnh hưởng của Nga.
Cho đến giữa thế kỷ 17, khu vực này thuộc về Thịnh vượng chung Ba Lan-Litva. Hiệp ước Pereyaslav năm 1654 chứng kiến khu vực này tạm thời nằm dưới sự kiểm soát của Nga, khi các thủ lĩnh Cossack địa phương thề trung thành với chế độ quân chủ Nga để đổi lấy bảo hộ về quân sự. Chủ quyền của Nga đối với khu vực này sau đó được tái khẳng định trong Hiệp ước Andrusovo (1667) và Hiệp ước Hòa bình vĩnh cửu (1686) giữa Thịnh vượng chung Ba Lan-Litva và Sa hoàng Nga.
Dưới quyền cai trị của Nga, Ukraina tả ngạn ban đầu được hưởng một mức độ tự trị trong nước Nga Sa hoàng (từ năm 1721 là Đế quốc Nga) với tên gọi Quốc gia hetman Cossack, nhưng dần bị thu hồi trong suốt thế kỷ 18 khi Sich Zaporizhzhia bị phá hủy.